# سحلية دودية شميدتية
سحلية دودية شميدتية (الاسم العلمي: Amphisbaena schmidti) (بالإنجليزية: Schmidt's worm lizard)‏ هي نوع من الزواحف تتبع جنس السحلية الدودية من فصيلة السحالي الدودية.